# Transfiguratiekathedraal (Bolchov)
De Transfiguratiekathedraal (Russisch: Спасо-Преображенский собор) is een Russisch-orthodoxe kathedraal in de Russische stad Bolchov, gelegen in de oblast Orjol. De stad Bolchov is na decennia van atheïstische dictatuur ook nu nog rijk aan kerkelijke bouwkunst.

## Geschiedenis
Een eerste vermelding van de kerk dateert uit kronieken van 1625, maar er wordt aangenomen dat er al in de 16e eeuw een kerk op de plaats stond. Het huidige kerkgebouw in Russisch-byzantijnse stijl dateert uit de jaren 1841-1851 en is gebouwd naar een ontwerp van Pavel Aleksevitsj Malachov. De vier verdiepingen tellende classicistische toren van de kerk werd in de jaren 30 van dezelfde eeuw opgericht. De kathedraal biedt plaats aan 4.500 gelovigen. In 1930 werd de kathedraal door de bolsjewieken gesloten voor de eredienst en gebruikt als opslagplaats. In 1993 werd de kerk teruggegeven aan de Russisch-orthodoxe kerk. De restauratie van de kerk ving in 2004 aan met het plaatsen van nieuwe koepels en kruisen. In 2005 werden de restauratiewerkzaamheden afgerond. In de kathedraal worden sinds 2000 de relieken bewaard van de in hetzelfde jaar heilig verklaarde priester Georgija Kossova.